# Kālīganj
Kālīganj är en ort i Bangladesh.   Den ligger i provinsen Khulna, i den centrala delen av landet, 130 km väster om huvudstaden Dhaka. Kālīganj ligger 16 meter över havet och antalet invånare är 45 631.
Terrängen runt Kālīganj är mycket platt. Det finns inga andra samhällen i närheten. 
Trakten runt Kālīganj består till största delen av jordbruksmark. Runt Kālīganj är det mycket tätbefolkat, med 1 095 invånare per kvadratkilometer.